# Jaime Lo Presti
Jaime Julio Lo Presti Travanic  (Vancouver, Canadá, 27 de enero de 1974) es un exfutbolista chileno de origen canadiense. Desarrolló su carrera en Chile y Canadá.

## Trayectoria
Nacido en Vancouver, de padres chilenos. Sus inicios en el fútbol se remonta a su natal Canadá como un hábil puntero. Al llegar a Chile se unió a las divisiones inferiores de Universidad Católica.
Debutó a los 17 años de edad, en septiembre de 1992, en un partido amistoso contra Independiente de Avellaneda. Para la temporada 1994, fue transferido a Coquimbo Unido, en donde estuvo por dos temporadas.
En 1996, fue contratado por Unión Española, en donde formó parte del único plantel hispano que descendió a la Primera B, en 1997, con un paso por Deportes Temuco el primer semestre de 1997. Para 1998, firmó con Deportes Iquique, donde tras dos temporadas capturó la atención de Colo-Colo, que lo ficha el año 2000. Tras un regreso a Unión Española en 2002, para 2004 vuelve a su natal Canadá, donde defiende los colores del Edmonton Aviators, donde se retira.
Actualmente se desempeña como empresario en el rubro inmobiliario en su país natal.

## Selección nacional
Formó parte de la Selección sub-23 chilena que participó en el Preolímpico Sub-23 de 1996, que quedó eliminado en primera fase.
El 11 de octubre de 1995, ante Canadá, jugó su único partido por la Selección chilena de fútbol. En 2003 fue convocado por Juvenal Olmos a un microciclo, no jugando partidos oficiales.

### Participaciones en Preolímpicos
| Torneo                               | Sede      | Resultado    |
| ------------------------------------ | --------- | ------------ |
| Preolímpico Sub-23 de Argentina 1996 | Argentina | Primera Fase |

### Partidos internacionales
| 1     | 11 de octubre de 1995 | Estadio Collao, Concepción, Chile | Chile      | 2-0 | Canadá |   |  | Xabier Azkargorta | Amistoso |
| Total | Total                 | Total                             | Presencias | 1   | Goles  | 0 |  |                   |          |

| Selección chilena | Selección chilena | Selección chilena |
| Año               | Partidos          | Goles             |
| ----------------- | ----------------- | ----------------- |
| 1995              | 1                 | 0                 |
| Total             | 1                 | 0                 |

## Clubes
| Club                 | País   | Año       |
| -------------------- | ------ | --------- |
| Universidad Católica | Chile  | 1992-1993 |
| Coquimbo Unido       | Chile  | 1994-1995 |
| Unión Española       | Chile  | 1996      |
| Deportes Temuco      | Chile  | 1997      |
| Unión Española       | Chile  | 1997      |
| Deportes Iquique     | Chile  | 1998-1999 |
| Colo-Colo            | Chile  | 2000-2001 |
| Unión Española       | Chile  | 2002-2003 |
| Edmonton Aviators    | Canadá | 2004      |